# خورشیدگرفتگی ۲۲ دسامبر ۱۸۷۰
خورشیدگرفتگی ۲۲ دسامبر ۱۸۷۰ (به انگلیسی: Solar eclipse of 22 December 1870) یک خورشیدگرفتگی از نوع خورشیدگرفتگی کلی بود. این خورشیدگرفتگی در تاریخ ۲۲ دسامبر ۱۸۷۰ روی داد که زمان اوج آن، ساعت ۱۲:۲۷:۳۳ به‌وقت ساعت هماهنگ جهانی بوده‌است. مدت‌زمان و طول این خورشیدگرفتگی ۰۲ دقیقه و ۱۱ ثانیه بود.